# 33 Bootis
Désignations
33 Bootis est une étoile de la constellation du Bouvier, située à 188 années-lumière de la Terre. Elle est visible à l'œil nu comme une étoile blanche pâle avec une magnitude apparente visuelle de 5,39. Elle se rapproche du Système solaire avec une vitesse radiale héliocentrique de −13 km/s et est cataloguée comme membre du superamas des Pléiades.
C'est une étoile blanche de la séquence principale avec un type spectral A1 V. C'est une source d'émission de rayons X, mais les étoiles de type A précoces ne devraient pas être une source de rayons X, ce qui peut indiquer un compagnon non détecté. Elle est âgée de 142 millions d'années avec une vitesse de rotation projetée de 86 km/s. Elle possède 2.25 M☉ et rayonne avec 21 L☉ depuis sa photosphère avec une température effective de 10 176 K.